# Johannes Cincinnius
Johannes Cincinnius, né Johannes Kraushaar (ou Kruyshaer) vers 1485 à Lippstadt et mort le 9 mars 1555 à Werden, est un ecclésiastique et humaniste du Saint-Empire romain germanique, actif en Westphalie.

## Biographie
Johannes Kraushaar est formé au lycée Saint-Paul de Münster et à partir de 1502 à l'université de Cologne. Il devient prébendier de l'abbaye impériale de Werden en 1505 ; il est ordonné prêtre en 1509 ; il est également bibliothécaire et archiviste de l'abbaye, et y enseigne le latin ; il se consacre à l'astronomie et à la géométrie. Il latinise son nom Kraushaar (cheveux frisés) en Johannes Cincinnius.
Il publie en 1515 une vie en latin de saint Ludger, fondateur et abbé de l'abbaye de Werden. Il compose vers 1517 une Vie de sainte Ida de Herzfeld, Vita et sancta conversatio beatae Idae, qui s'appuie sur l'hagiographie composée en 980 par un moine de l'abbaye de Werden, Uffing, lors de la translation des reliques (Vita sanctae Idae Hertzfeldensis) tout en proposant des conceptions sur le culte des saints caractéristiques de l'humanisme et du monachisme réformé propre à l'Allemagne avant la Réforme protestante. Cette Vie est conservée dans deux manuscrits. En 1539, Cincinnius publie un ouvrage en allemand, Van der niderlage drijer legionen consacré à la défaite de Varus lors de la Bataille de Teutobourg où une alliance de tribus germaniques a pris en embuscade et détruit une force composée de trois légions romaines en septembre de l'an 9 apr. J.-C..
Johannes Cincinnius possédait une bibliothèque de 157 livres, enrichie en 1543 par les ouvrages de Gilbert de Longueil que lui vend la veuve de ce dernier ; à la mort de Cincinnius, cette bibliothèque entre à l'abbaye de Werden. Après la Réforme, la majeure partie de la bibliothèque du monastère entre à l'université de Düsseldorf où elle se trouve encore au début du XXIe siècle ; une sélection de 200 titres a été numérisée et mise en ligne.

## Œuvres publiées
- (la) Vita divi Ludgeri Mimigardeuordensis ecclesie : que est Monasteriensium Westphalie protho episcopi Saxonumque & Phrisonum apostoli, Cologne, héritiers de Heinrich Quentell, 1515, 38 f. (lire en ligne)
- (la) Epitaphium reverendi quondam patris d. Antonii Grymmolt insignis monasterii Werthinensis abbatis, Cologne, 1517, 1 f. (lire en ligne).
- (de) Van der niderlage drijer Legionen und meren Römischen krijgßfolcks mit jrem Capitaneo Quintilio Varo by tyden der gebort Christi vnd Julio Cesare und Octaviano Augusto gescheit in Westphalen tuschen den wateren der Emesen vnd der Lippen by den Retborge und jn der Delbruggen, Cologne, Peter Quentell, 1539, 8 f.